# Wyżyna Szaryska
Wyżyna Szaryska (słow. Šarišská vrchovina) – masyw w południowej części Szarysza. Rozciąga się na długości ok. 30 km z północnego zachodu na południowy wschód i zajmuje powierzchnię ok. 300 km².
Najwyższe szczyty to Smrekovica (1200 m), Bachureň (1081 m), Roháčka (1028 m), Stráž (740 m) i Dubie (717 m). Główną rzeką jest Torysa wraz z dopływami, część rzeczek i potoków wpada bezpośrednio do Hornádu.